# Giuseppe Venceslao del Liechtenstein (principe 1696)
Giuseppe Venceslao del Liechtenstein (nome completo in tedesco Josef Wenzel Lorenz; Praga, 9 agosto 1696 – Vienna, 10 febbraio 1772) è stato principe del Liechtenstein dal 1712 al 1718 e dal 1748 fino alla sua morte.
Fu anche reggente dal 1732 al 1745, durante la minore età del nipote Giovanni Nepomuceno Carlo.

## Biografia

### Infanzia ed educazione
Giuseppe Venceslao era figlio del feldmaresciallo principe Filippo Erasmo del Liechtenstein, nipote a sua volta di Gundacaro del Liechtenstein, e di sua moglie, la principessa Cristina Teresa di Löwenstein-Wertheim-Rochefort (1665-1730), sorella di Massimiliano Carlo di Löwenstein-Wertheim-Rochefort.
Uno dei suoi tutori fu il linguista Johann Balthasar Antesperg (1682-1765) che evidenziò per primo come Giuseppe Venceslao avesse degli ottimi talenti, versato sia nell'amministrazione che nella guerra come stratega.

### Carriera militare

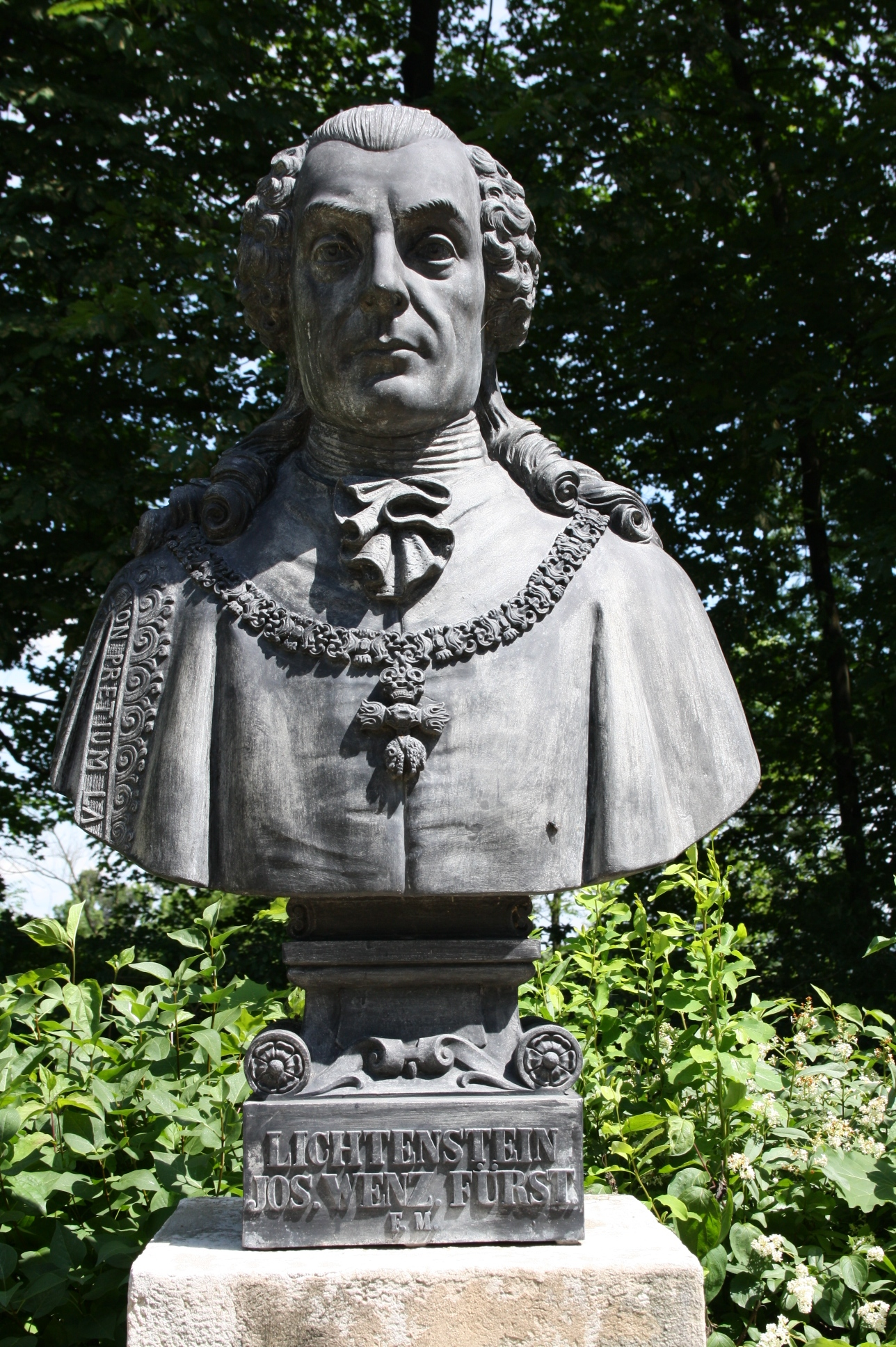
Un busto di Giuseppe Venceslao del Liechtenstein

Intrapresa la carriera militare, negli anni 1716-1718 combatté con il grado di tenente colonnello nell'esercito del principe Eugenio di Savoia contro i turchi. Divenuto maresciallo luogotenente nella guerra di successione polacca del 1734, nel 1745 venne nominato Feldmaresciallo in Italia e, nel 1753, fu Felmaresciallo Comandante in Ungheria. Uno dei suoi più grandi meriti fu quello di aver riorganizzato l'artiglieria dell'esercito degli Asburgo, in parte da lui guidato.
Dal 1735 al 1736 fu ambasciatore a Berlino e divenne ambasciatore a Parigi tra il 1738 e il 1741 sempre per conto dell'imperatore Carlo VI, ottenendo nel 1739 il Toson d'oro e la nomina a generale di cavalleria. Nel 1760 egli scortò l'Arciduca Giuseppe a Vienna in occasione delle sue nozze.

### Matrimonio
Il 19 aprile 1718 Giuseppe Venceslao sposò la cugina Anna Maria del Liechtenstein, figlia del Principe Antonio Floriano. La coppia ebbe cinque figli, tutti morti in tenera età.

### Principe del Liechtenstein

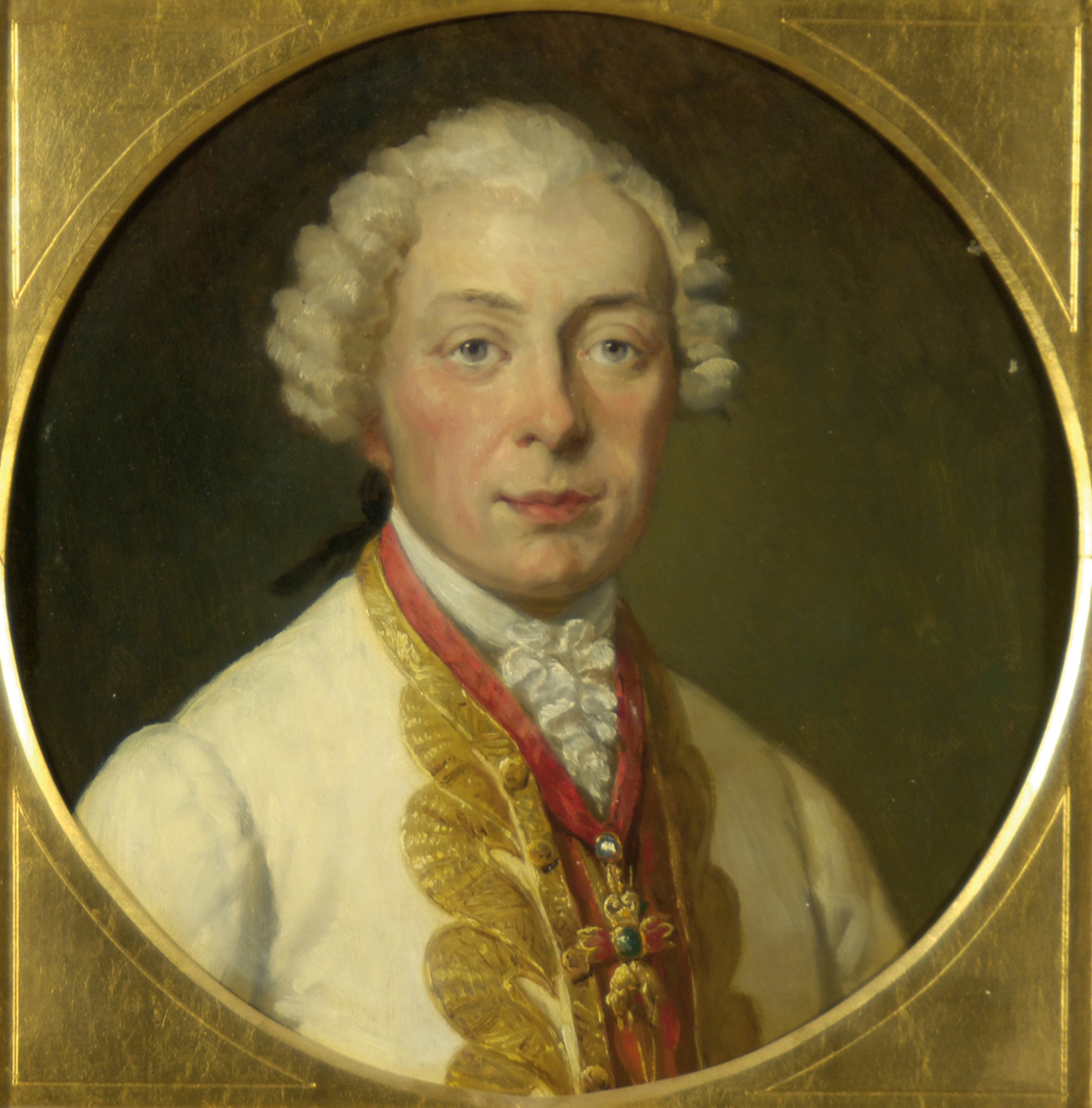
Il principe Josef Wenzel del Liechtenstein ritratto da Karl von Blaas

Giuseppe Venceslao salì al trono del Liechtenstein tre volte, la prima di suo diritto tra il 1712 e il 1718. La seconda volta, egli governò come reggente per Giovanni Adamo Andrea del Liechtenstein tra il 1732 e il 1745 e la terza in qualità di rappresentante del Casato di Liechtenstein tra il 1748 e il 1772.

### Morte
Morì a Vienna il 10 febbraio 1772.

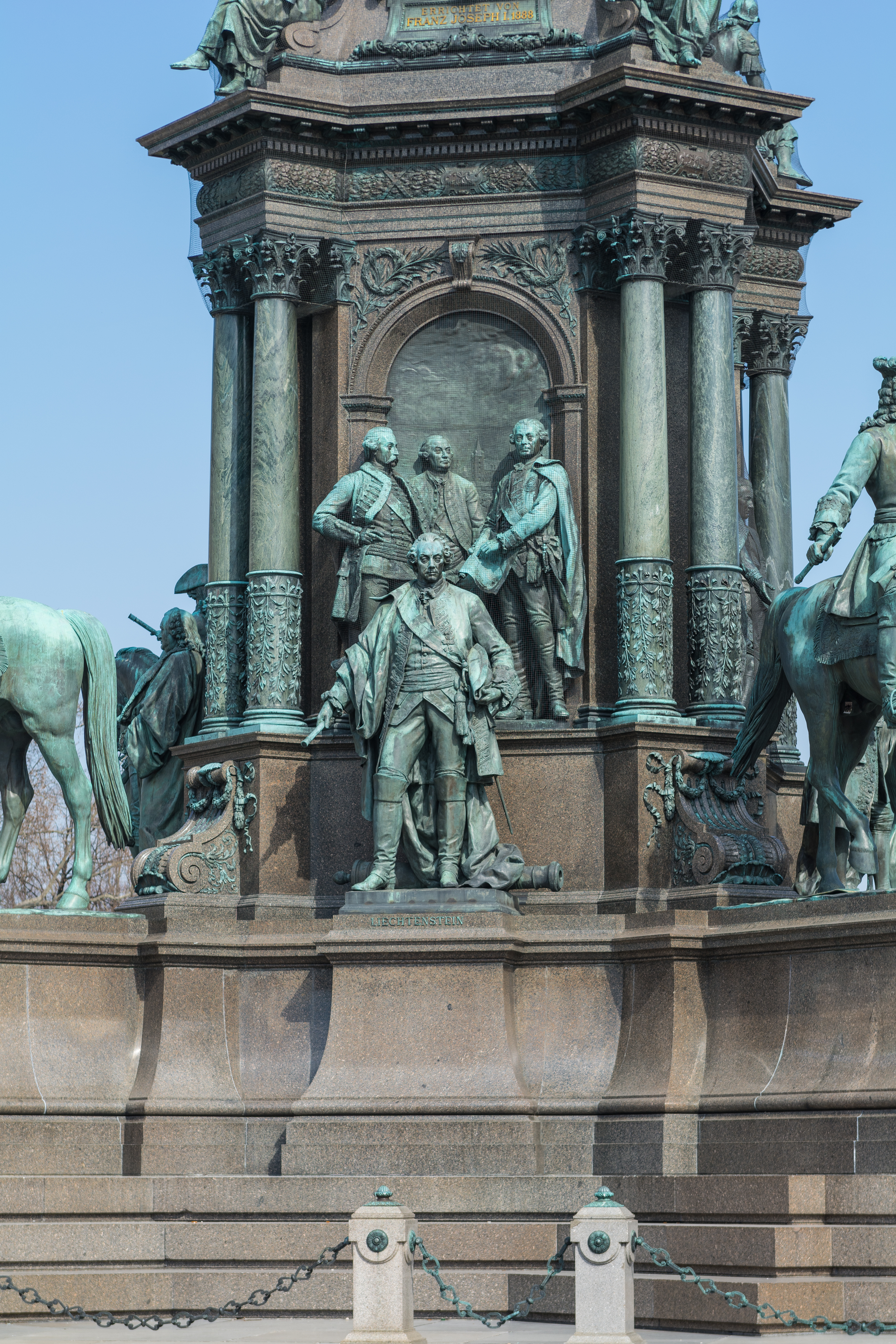
Monumento al feldmaresciallo Giuseppe Venceslao, principe del Liechtenstein a Vienna

La sua statua, tra le personificazioni dei comandanti militari più noti dell'Impero, è presente nel Monumento a Maria Teresa a Vienna. Il 28 febbraio 1863 l'imperatore Francesco Giuseppe lo incluse inoltre nell'elenco dei più famosi comandanti e generali dell'esercito austriaco, facendo realizzare una sua statua a grandezza naturale per la Feldherrnhalle del Museo di Storia Militare di Vienna, a opera dello scultore Vincenz Pilz (1816-1896) che la scolpì nel marmo di Carrara.

## Discendenza
Giuseppe Venceslao del Liechtenstein e Anna Maria del Liechtenstein ebbero un figlio:
- Principe Filippo Antonio Saverio Giuseppe Osvaldo (6 agosto 1719 - 14 aprile 1723);[2][3][4]

Secondo le tabelle di Cohn ebbero quattro figli:
- Principe Filippo Antonio (1720 - 15 aprile 1723);
- Principe Filippo Ernesto (10 dicembre 1722 - 12 aprile 1723);
- Principessa Maria Elisabetta (1724);
- Principessa Maria Alessandra (1727).

## Ascendenza
|                                                   |                                                     |                                               | Genitori                                   |  |  | Nonni |  |  | Bisnonni                            |  |  | Trisnonni                              |  |
|                                                   |                                                     |                                               |                                            |  |  |       |  |  | Gundakar di Liechtenstein-Feldsberg |  |  | Hartmann II di Liechtenstein-Feldsberg |  |
|                                                   |                                                     |                                               |                                            |  |  |       |  |  | Gundakar di Liechtenstein-Feldsberg |  |  | Hartmann II di Liechtenstein-Feldsberg |  |
|                                                   |                                                     | Anna Maria di Ortenburg                       |                                            |  |  |       |  |  | Gundakar di Liechtenstein-Feldsberg |  |  |                                        |  |
| Hartmann III di Liechtenstein-Feldsberg           |                                                     |                                               |                                            |  |  |       |  |  | Gundakar di Liechtenstein-Feldsberg |  |  |                                        |  |
|                                                   |                                                     | Agnese della Frisia orientale                 | Enno III della Frisia orientale            |  |  |       |  |  |                                     |  |  |                                        |  |
|                                                   |                                                     | Agnese della Frisia orientale                 | Enno III della Frisia orientale            |  |  |       |  |  |                                     |  |  |                                        |  |
|                                                   |                                                     | Agnese della Frisia orientale                 | Walburga di Rietberg                       |  |  |       |  |  |                                     |  |  |                                        |  |
| Filippo Erasmo del Liechtenstein                  |                                                     | Agnese della Frisia orientale                 |                                            |  |  |       |  |  |                                     |  |  |                                        |  |
|                                                   |                                                     | Ernesto Federico di Salm-Reifferscheidt       | Werner di Salm-Reifferscheidt-Dyck         |  |  |       |  |  |                                     |  |  |                                        |  |
|                                                   |                                                     | Ernesto Federico di Salm-Reifferscheidt       | Werner di Salm-Reifferscheidt-Dyck         |  |  |       |  |  |                                     |  |  |                                        |  |
|                                                   |                                                     | Ernesto Federico di Salm-Reifferscheidt       | Maria di Limburg-Styrum                    |  |  |       |  |  |                                     |  |  |                                        |  |
| Sidonia Elisabetta di Salm-Reifferscheidt         |                                                     | Ernesto Federico di Salm-Reifferscheidt       |                                            |  |  |       |  |  |                                     |  |  |                                        |  |
|                                                   |                                                     | Maria Ursula di Leiningen-Dagsburg-Falkenburg | Emico IX di Leiningen-Dagsburg-Falkenburg  |  |  |       |  |  |                                     |  |  |                                        |  |
|                                                   |                                                     | Maria Ursula di Leiningen-Dagsburg-Falkenburg | Emico IX di Leiningen-Dagsburg-Falkenburg  |  |  |       |  |  |                                     |  |  |                                        |  |
|                                                   |                                                     | Maria Ursula di Leiningen-Dagsburg-Falkenburg | Ursula di Fleckenstein-Dagstuhl            |  |  |       |  |  |                                     |  |  |                                        |  |
| Giuseppe Venceslao del Liechtenstein              |                                                     | Maria Ursula di Leiningen-Dagsburg-Falkenburg |                                            |  |  |       |  |  |                                     |  |  |                                        |  |
|                                                   | Giovanni Teodorico di Löwenstein-Wertheim-Rochefort | Ludovico III di Löwenstein-Wertheim           |                                            |  |  |       |  |  |                                     |  |  |                                        |  |
|                                                   | Giovanni Teodorico di Löwenstein-Wertheim-Rochefort | Ludovico III di Löwenstein-Wertheim           |                                            |  |  |       |  |  |                                     |  |  |                                        |  |
|                                                   | Giovanni Teodorico di Löwenstein-Wertheim-Rochefort | Anna di Stolberg-Stolberg                     |                                            |  |  |       |  |  |                                     |  |  |                                        |  |
| Ferdinando Carlo di Löwenstein-Wertheim-Rochefort | Giovanni Teodorico di Löwenstein-Wertheim-Rochefort |                                               |                                            |  |  |       |  |  |                                     |  |  |                                        |  |
|                                                   |                                                     | Giuseppina de La Marck                        | Filippo de La Marck                        |  |  |       |  |  |                                     |  |  |                                        |  |
|                                                   |                                                     | Giuseppina de La Marck                        | Filippo de La Marck                        |  |  |       |  |  |                                     |  |  |                                        |  |
|                                                   |                                                     | Giuseppina de La Marck                        | Caterina di Manderscheid-Schleiden         |  |  |       |  |  |                                     |  |  |                                        |  |
| Cristina Teresa di Löwenstein-Wertheim-Rochefort  |                                                     | Giuseppina de La Marck                        |                                            |  |  |       |  |  |                                     |  |  |                                        |  |
|                                                   |                                                     | Egon VIII di Fürstenberg-Heiligenberg         | Federico di Fürstenberg-Heiligenberg       |  |  |       |  |  |                                     |  |  |                                        |  |
|                                                   |                                                     | Egon VIII di Fürstenberg-Heiligenberg         | Federico di Fürstenberg-Heiligenberg       |  |  |       |  |  |                                     |  |  |                                        |  |
|                                                   |                                                     | Egon VIII di Fürstenberg-Heiligenberg         | Elisabetta di Sulz                         |  |  |       |  |  |                                     |  |  |                                        |  |
| Anna Maria di Fürstenberg                         |                                                     | Egon VIII di Fürstenberg-Heiligenberg         |                                            |  |  |       |  |  |                                     |  |  |                                        |  |
|                                                   |                                                     | Anna Maria di Hohenzollern-Hechingen          | Giovanni Giorgio di Hohenzollern-Hechingen |  |  |       |  |  |                                     |  |  |                                        |  |
|                                                   |                                                     | Anna Maria di Hohenzollern-Hechingen          | Giovanni Giorgio di Hohenzollern-Hechingen |  |  |       |  |  |                                     |  |  |                                        |  |
|                                                   |                                                     | Anna Maria di Hohenzollern-Hechingen          | Francesca di Salm-Neufville                |  |  |       |  |  |                                     |  |  |                                        |  |
|                                                   |                                                     | Anna Maria di Hohenzollern-Hechingen          |                                            |  |  |       |  |  |                                     |  |  |                                        |  |